# Proboscidea spicata
Proboscidea spicata är en martyniaväxtart som beskrevs av Donovan Stewart Correll. Proboscidea spicata ingår i släktet bockhornssläktet, och familjen martyniaväxter. Inga underarter finns listade i Catalogue of Life.